# Еллен Гог
Еллен Гог  (нід. Ellen Hoog, МФА: ['ɦoːx], 26 березня 1986) — нідерландська хокеїстка на траві, дворазова олімпійська чемпіонка, дворазова чемпіонка світу, триразова чемпіонка Європи та володарка інших престижних нагород.

## Виступи на Олімпіадах
| Олімпіада           | Дисципліна     | Місце |
| ------------------- | -------------- | ----- |
| Пекін 2008          | хокей на траві | 1     |
| Лондон 2012         | хокей на траві | 1     |
| Ріо-де-Жанейро 2016 | хокей на траві | 2     |